# Seaman, Ohio
Seaman là một làng thuộc quận Adams, tiểu bang Ohio, Hoa Kỳ. Năm 2010, dân số của làng này là 944 người.

## Dân số
- Dân số năm 2000: 1039 người.
- Dân số năm 2010: 944 người.